# الوفيات القديمة
الوفيات القديمة (بالإنجليزية: Old Mortality) هي رواية بقلم السير والتر سكوت تدور أحداثها في الفترة بين عامي 1679-1689م في جنوب غرب إسكتلندا. وهي تشكل، إلى جانب مع القزم الأسود، جزءا من سلسلة «حكايات عن مالك الأرض». نشرت الروايتان معا في عام 1816. تعتبر هذه الرواية إحدى أفضل روايات سكوت.
وكان العنوان أصلا «حكاية الوفيات القديم»، ولكن يتم تقصيره عموما في معظم المراجع.

## روابط خارجية
- الوفيات القديمة على موقع الموسوعة البريطانية (الإنجليزية)